# Strong Enough
«Strong Enough» (с англ. — «Достаточно сильна») — песня американской певицы и актрисы Шер из её двадцать третьего альбома Believe. Песня была выпущена 19 февраля 1999 года как второй сингл альбома на лейбле Warner Bros. Records. Музыкальный стиль песни очень напоминает диско-музыку 70-х. Песня была положительно встречена критиками, которые назвали её одной из лучших в альбоме. Песня не имела громкого успеха в США Billboard Hot 100, где расположилась на 57-й строчке, но возглавила чарт Hot Dance Club Songs. Песня также попала в топ-10 чартов Дании, Бельгии, Германии, Франции, Новой Зеландии и Финляндии.

## О песне
«Strong Enough» была выпущена как второй официальный сингл с двадцать третьего альбома Шер Believe, релиз которого состоялся в конце 1998 года. Песня, в отличие от предшественника, не имела успеха в США до того, как были выпущены официальные ремиксы, в результате чего сингл занял первое место в чарте Hot Dance Club Songs. Песня, как и «Believe», до сих пор остается одной из самых успешных за всё время. «Strong Enough» вдохновлена ню-диско 70-х, с элементами диско- и хаус-музыки. Песня была встречена восторженными отзывами критиков.

## Коммерческий успех
«Strong Enough» достигла пятьдесят седьмой позиции в американском Billboard Hot 100, оставаясь в топ-100 в течение двенадцати недель. Песня не имела большого успеха в Соединённых Штатах, но после выпуска ремиксов, песня достигла первого места в чарте Hot Dance Club Songs. Песня также заняла 31-е место в чарте US Pop Songs, 29-е в Hot Adult Contemporary Tracks и 40-е в Adult Top 40.
В остальных странах песня, однако, была очень успешной, попадая в топ-10 большинства чартов. Песня достигла #6 в Новой Зеландии и #11 в Австралии. Песня была также очень хорошо встречена в Европе. Песня достигла #7 Финляндии и #3 во Франции, оставаясь в чарте в течение 23 недель. Песня также достигла #21 Швеции, #5 в Швейцарии, #4 в Австрии, #11 в Нидерландах и #16 в Норвегии. Песня дебютировала с 5-го место в британском хит-параде, теряя позиции в течение следующих недель, вплоть до последней недели в чарте на 56-й строчке.

## Музыкальное видео
Музыкальное видео для «Strong Enough» было снято Найджелом Диком и было выпущено во всём мире в начале 1999. Промовидеокассета и CD-R были также выпущены в США в ограниченном тираже. Эти проморелизы также включают ремикс-версию видео.
В этом видео Шер выступает в роли компьютерного вируса, являющимся советником, который объясняет плохому парню причины, почему его девушка (в роли Шэннин Соссамон) бросит его. Другие сцены в этом видео показывают подростков на вечеринке, двух женщин, двух грабителей и много готических музыкантов.
Спустя несколько месяцев после выпуска оригинального музыкального видео «Strong Enough», Дэн-О-Рама (известный прежде всего своими видеоремиксами на известные клипы) создал «Vocal Club Edit»-видео для этой песни. Он использовал ремиксы Pumpin’ Dolls Vocal Epic Club и Club 69 Future Edit, который был выпущен только для диджеев в начале 2000. Оригинальное музыкальное видео также представлена на 'The Very Best of Cher: The Video Hits Collection'.

## Выступления
Шер исполняла песню во время следующих турне:
- Do You Believe? Tour
- The Farewell Tour (2002—2005)
- Cher at the Colosseum

## Список композиций
US/Canadian Maxi-Single (9 44644-2)
1. «Strong Enough»
2. «Strong Enough» (Club 69 Future Anthem Mix 1)
3. «Strong Enough» (Pumpin’ Dolls Vocal Epic Club)
4. «Strong Enough» (Male Version)
5. «Strong Enough» (Club 69 Phunk Mix)
6. «Strong Enough» (Marc Andrews Remix Edit)
7. «Strong Enough» (Pumpin’ Dolls Cashmere Club Mix)
8. «Strong Enough» (D-Bop’s Melt Mix)
9. «Strong Enough» (Club 69 Future Anthem Short Mix Edit)
10. «Strong Enough» (Pumpin’ Dolls Radio Edit)

Canadian 2 x 12" Vinyl (2 27570)
Одинаковый трек-лист с US 2 x 12 Vinyl.
US 2 x 12" Vinyl (PRO-A-9719)
- A1. «Strong Enough» (Club 69 Future Anthem Mix 2)
- A2. «Strong Enough»
- B1. «Strong Enough» (Club 69 Phunk Mix)
- B2. «Strong Enough» (Marc Andrews Remix Edit)
- C1. «Strong Enough» (Pumpin’ Dolls Vocal Epic Club)
- C2. «Strong Enough» (D-Bop’s Melt Mix)
- D1. «Strong Enough» (Pumpin’ Dolls Cashmere Club Mix)
- D2. «Strong Enough» (Club 69 Future Anthem Short Mix)

Japananese Strong Enough/Believe EP (JPN-WPCR-10224)
1. «Strong Enough»
2. «Strong Enough» (Pumpin’ Dolls Remix Edit = Phat ’N’ Phunky Club Mix)
3. «Strong Enough» (Club 69 Future Anthem Mix 2)
4. «Strong Enough» (Marc Andrews Remix)
5. «Believe» (Album Version)
6. «Believe» (Phat’n Dolls Remix Edit = Phat ’N’ Phunky Club Mix)
7. «Believe» (Almighty Definitive)
8. «Believe» (Club 69 Phunk Club Mix)

UK CD Single Pt. 1 (WEA 201 CD1)
1. «Strong Enough»
2. «Strong Enough» (Club 69 Future Anthem Short Mix Edit)
3. «Strong Enough» (Marc Andrews Remix Edit)

Germany CD Single Pt. 2 (WEA 201 CD2)
1. «Strong Enough»
2. «Strong Enough» (Male Version)
3. «Strong Enough» (D-Bop’s Melt Mix)

Promo CD Mexican (PCD1217)
1. «Strong Enough» (Album Version) 3:44
2. «Strong Enough» (Marc Andrews Remix Edit) 7:31

## Официальные версии
- Album Version (3:44)
- Album Version = The Greatest Hits 99 Version (3:43)
- Male Version (3:32)

D-Bop Remixes
- D-Bop’s Melt Mix (15:52)
- D-Bop’s Melt Mix Edit (7:49)

Marc Andrews Remixes
- Marc Andrews Remix = Marc Andrews Remix Edit (7:31)
- Marc Andrews Remix (Extended) (7:56)
- Marc Andrews Remix Edit (4:35)

Club 69 Remixes
- Club 69 Future Anthem Mix 1 (11:00)
- Club 69 Future Anthem Mix 2 (11:00)
- Club 69 Future Anthem Mix 3 (9:25) (Promo)
- Club 69 Future Anthem Short Mix (8:39)
- Club 69 Phunk Mix (8:32)
- Club 69 Future Anthem Instrumental (11:00)
- Club 69 Future Anthem Edit (Promo) (5:33)
- Club 69 Future Beats (5:29)

Pumpin Remixes
- Pumpin’ Dolls Cashmere Club Mix (8:34)
- Pumpin’ Dolls Vocal Epic Club (7:22)
- Pumpin’ Dolls Remix Edit (3:48)

Wayne G Remix — Not Official
- Sleaze Sisters Remix (8:59)

## Чарты
| Чарт (1999)                             | Место |
| --------------------------------------- | ----- |
| Australia (ARIA)                        | 11    |
| Austria (Ö3 Austria Top 75)             | 4     |
| Belgium (Ultratop 50 Flanders)          | 6     |
| Belgium (Ultratop 50 Wallonia)          | 4     |
| Canada (Canadian Hot 100)               | 16    |
| Denmark (Tracklisten)                   | 1     |
| Finland (Finland's Official List)       | 7     |
| France (SNEP)                           | 3     |
| Germany (Media Control AG)              | 3     |
| Ireland (IRMA)                          | 11    |
| Italy (FIMI)                            | 10    |
| Netherlands (Dutch Top 40)              | 11    |
| New Zealand (RIANZ)                     | 6     |
| Norway (VG-lista)                       | 16    |
| Spain (PROMUSICAE)                      | 4     |
| Sweden (Sverigetopplistan)              | 21    |
| Switzerland (Schweizer Hitparade)       | 5     |
| Turkey Airplay Chart                    | 1     |
| UK Singles (The Official Chart Company) | 5     |
| U.S. Billboard Hot 100                  | 57    |
| U.S. Billboard Hot Dance Club Play      | 1     |
| U.S. Billboard Hot Dance Singles Sales  | 3     |
| U.S. Billboard Adult Contemporary       | 29    |
| U.S. Billboard Adult Top 40             | 40    |
| U.S. Billboard Mainstream Top 40        | 31    |
| U.S. Billboard Top 40 Tracks            | 34    |

| Страна(1999) | Место |
| ------------ | ----- |
| Australia    | 65    |
| Austria      | 40    |
| Germany      | 42    |
| Netherlands  | 56    |
| Switzerland  | 39    |

| Регион | Сертификация | Продажи  |
| --- | ------------ | -------- |
| Австралия (ARIA) | Золотой      | 35 000^  |
| Бельгия (BEA) | Платиновый   | 50 000*  |
| Франция (SNEP) | Золотой      | 250 000* |
| Германия (BVMI) | Золотой      | 250 000^ |
| Великобритания (BPI) | Серебряный   | 200 000^ |
| * Данные о продажах приведены только на основе сертификации. ^ Данные о тиражах приведены только на основе сертификации. |              |          |